# Gurban Gurbanov
Gurban Osman oğlu Gurbanov (Zaqatala, 13 april 1972) is een Azerbeidzjaans gewezen voetbalspeler en huidig voetbaltrainer. Sinds 2008 is hij trainer van FK Qarabağ. Tussen 2017 en 2018 was hij bondscoach van Azerbeidzjan.
Tijdens zijn spelersloopbaan kwam Gurbanov uit voor verscheidene clubs in Rusland, Georgië en zijn geboorteland Azerbeidzjan en hij werd in 2003 verkozen tot Azerbeidzjaans voetballer van het jaar. Als trainer was Gurbanov enkel werkzaam voor clubs uit zijn eigen land. Hij plaatste zich in 2014 met FK Qarabağ voor het eerst in de clubgeschiedenis voor de groepsfase van de Europa League. Drie jaar later behaalde Qarabağ onder zijn leiding als eerste Azerbeidzjaanse ploeg zelfs de groepsfase van de Champions League, wat hem een van de succesvolste managers van het land maakt.

## Erelijst

### Als speler
Turan Tovuz
- Landskampioen: 1993/94

Neftchi Baku
- Landskampioen: 1996/97, 2003/04, 2004/05
- Azerbeidzjaanse voetbalbeker: 2003/04

Individueel
- Azerbeidzjaans voetballer van het jaar: 2003
- topscorer Azerbaijan Premyer Liqası: 1996/97

### Als trainer
Qarabağ
- Landskampioen: 2013/14, 2014/15, 2015/16, 2016/17, 2017/18, 2018/19, 2019/20, 2021/22, 2022/23, 2023/24, 2024/25
- Azerbeidzjaanse voetbalbeker: 2008/09, 2014/15, 2015/16, 2016/17, 2021/22, 2023/24